# Ctenochaetus flavicauda
Ctenochaetus flavicauda és una espècie de peix pertanyent a la família dels acantúrids.

## Descripció
- Pot arribar a fer 11,8 cm de llargària màxima.
- 8 espines i 26-28 radis tous a l'aleta dorsal i 3 espines i 23-26 radis tous a l'anal.[2][3]

## Hàbitat
És un peix marí, associat als esculls i de clima tropical que viu fins als 30 m de fondària.

## Distribució geogràfica
Es troba al Pacífic occidental (les illes d'Ultramar Menors dels EUA) i l'oriental (les illes de la Línia, de la Societat i Australs).

## Observacions
És inofensiu per als humans.